# Plantenlamp
Een plantenlamp of kweeklamp is een lamp die speciaal voor de kunstmatige belichting van planten ontwikkeld is. Deze lampen worden zowel in de huiselijke omgeving voor kamerplanten als ook in de industriële productie van planten en hun vruchten ingezet. De optimalisatie van de fotosynthese is meestal het hoofddoel. De technische eigenschappen, vooral het uitgestraalde lichtspectrum, zijn hierop aangepast.

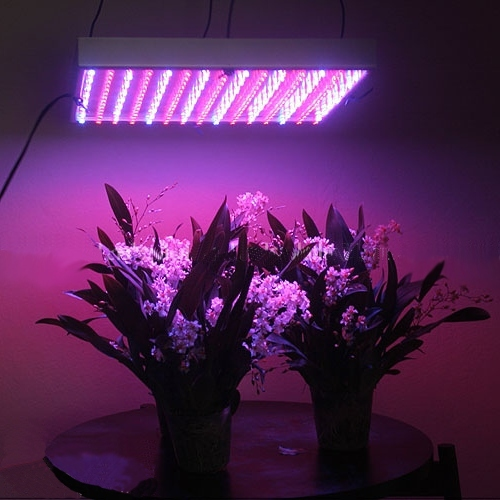
Planten onder rood-blauwe ledlamp

## Geschiedenis en types

### Fluorescentielamp
Met de opkomst van de grootschalige teelt van planten in broeikassen, kregen fluorescentielampen met lage druk ("tl-buizen") snel de hoofdrol bij de commerciële plantenproductie met kunstlicht. Zij hadden een duidelijk voordeel tegenover gloeilampen vanwege hun bouwwijze en efficiëntie. Het lichtspectrum van fluorescentielampen kan ten dele beïnvloed worden. Speciale lampen met een voor plantengroei aangepast spectrum worden vooral voor gebruik in aquaria aangeboden.

### Hogedrukontladingslamp
De hogedrukontladingslamp, een variant van de normale fluorescentielamp die als straatlantaarn en sportveldbelichting ingezet wordt, werd eveneens toenemend gebruikt bij plantenverlichting door haar noch grote efficiëntie.

### Ledlamp
Nadat in 1994 de licht-emitterende diode (led) tot een volwaardige lichtbron ontwikkeld was, ontstonden diverse technieken om deze belichting in de plantenteelt te gebruiken. Omdat verschillende diodes een vastgelegd en smal lichtspectrum hebben, kan het totale spectrum door een combinatie van dioden naar believen ingesteld worden. Vooral de combinatie van licht in het rode en blauwe spectrum heeft hierbij voor de groeistimulatie een optimale werking, zoals rondom het jaar 2000 voor het eerst werd vastgesteld werd.
argandse lamp ·
booglamp ·
carbidlamp ·
CCFL ·
davylamp ·
EEFL ·
elektrodeloze lamp ·
elektronenflitser ·
filmzon ·
flitser ·
fluorescentielamp ·
gaslicht ·
gasontladingslamp ·
gloeilamp ·
halogeenlamp ·
hefnerlamp ·
hogehelderheidsled ·
jablochkoff-kaars ·
kaars ·
kalklicht · 
knijpkat ·
kwiklamp ·
lantaarn ·
ledlamp ·
menglichtlamp ·
metaalhalidelamp ·
natriumlamp ·
neonlamp ·
nernstlamp ·
olielamp ·
petroleumlamp ·
spaarlamp ·
tl-buis ·
xenonlamp ·
zaklantaarn